# Homeward Bound
"Homeward Bound" is een nummer van het Amerikaanse duo Simon & Garfunkel. Het nummer werd in het Verenigd Koninkrijk uitgebracht op hun album Sounds of Silence uit 1966; in de Verenigde Staten kwam het later dat jaar uit op het album Parsley, Sage, Rosemary and Thyme. Op 19 januari van dat jaar werd het nummer uitgebracht als de eerste single van dat album.

## Achtergrond

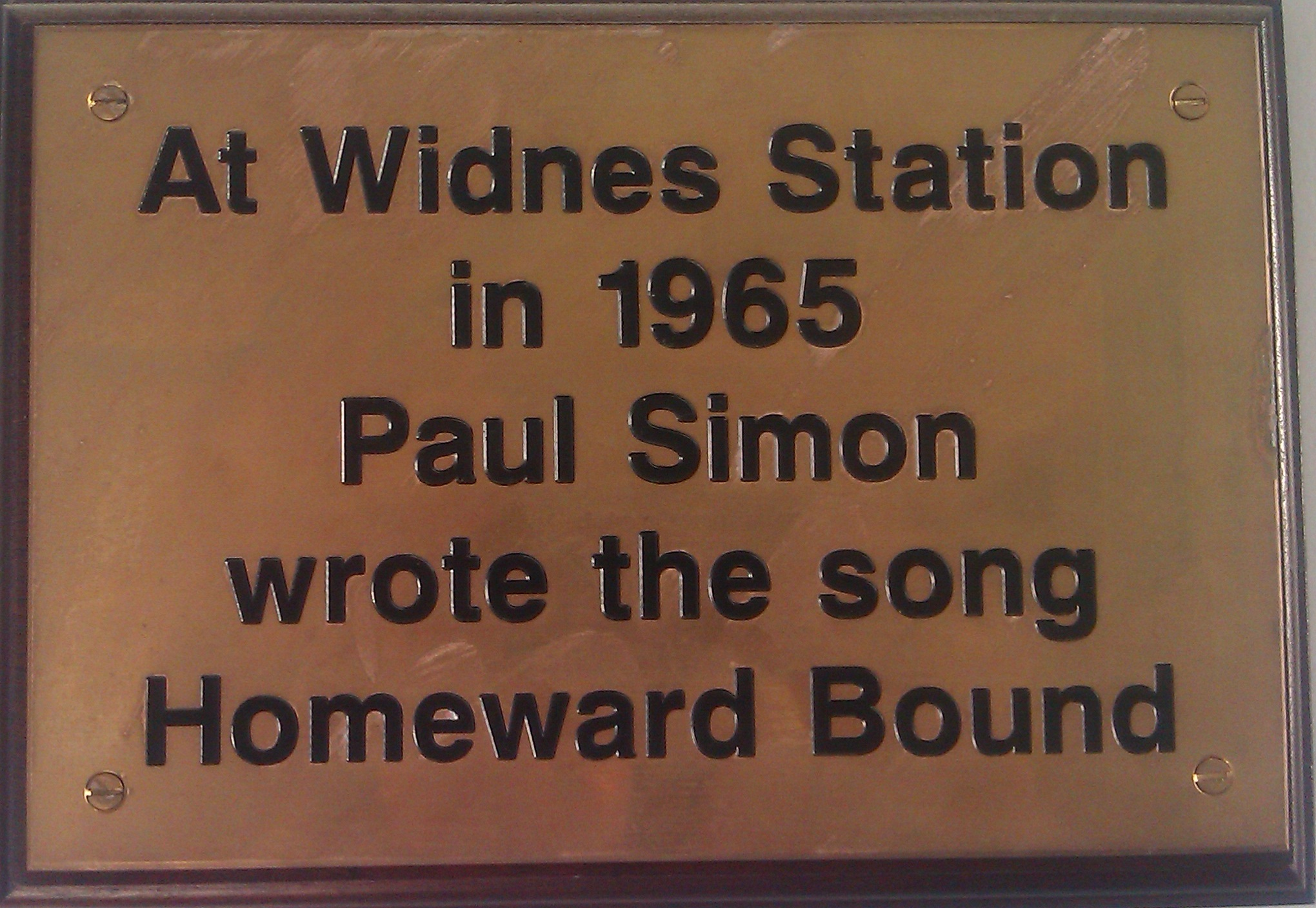
Een gedenkplaat ter herinnering aan het nummer op het treinstation van Widnes.

"Homeward Bound" is geschreven door Paul Simon en geproduceerd door Bob Johnston. Simon schreef het nummer nadat hij terugkeerde naar Engeland in het voorjaar van 1964. Eerder reisde hij door Essex en werd hij een vaste gast in het Railway Hotel in Brentwood vanaf april van dat jaar. Hij was afgehaspeld door zijn korte periode in de folkgemeenschap van Greenwich Village en de opname van zijn eerste album met Art Garfunkel, Wednesday Morning, 3 A.M., waarvan hij dacht dat het geen succes zou worden. In deze periode ontmoette hij Kathy Chitty, met wie hij het goed kon vinden, maar vanwege het verlangen van Simon om op te treden in Londen, gingen zij uit elkaar. Na een optreden in Liverpool wachtte Simon op het treinstation van Widnes op de melktrein naar Londen, waar hij het nummer begon te schrijven naar aanleiding van het gemis van Chitty.
Chitty werd vaker genoemd in de nummers van Simon & Garfunkel, met "Kathy's Song" en "America" als belangrijkste voorbeelden. In het nummer "The Boxer" zingt Simon over een treinstation, wat een mogelijke referentie is naar "Homeward Bound". Op het treinstation van Widnes is een gedenkplaat te vinden ter herinnering aan het nummer. Simon vertelde hierover: "Als je Widnes ooit hebt gezien, snap je wel waarom ik graag zo snel mogelijk terug naar Londen wilde."
"Homeward Bound" was opgenomen tijdens de sessies voor het album Sounds of Silence, maar kwam niet voor op de oorspronkelijke Amerikaanse uitgave van het album. Op de Britse versie van het album verscheen het nummer wel. In de Verenigde Staten kwam het nummer uiteindelijk op het opvolgende album Parsley, Sage, Rosemary and Thyme terecht. Het nummer werd een wereldwijde hit, met een vijfde plaats in de Verenigde Staten en een negende positie in het Verenigd Koninkrijk. In Nederland kwam de single tot de vierde plaats in zowel de Top 40 als de Parool Top 20, maar in Vlaanderen wist het geen hitlijsten te bereiken. In 2018 gebruikte Simon de titel van het nummer als de titel van de laatste concerttournee uit zijn solocarrière.

## Hitnoteringen

### Nederlandse Top 40
| Hitnotering: 02-04-1966 t/m 25-06-1966 | Hitnotering: 02-04-1966 t/m 25-06-1966 | Hitnotering: 02-04-1966 t/m 25-06-1966 | Hitnotering: 02-04-1966 t/m 25-06-1966 | Hitnotering: 02-04-1966 t/m 25-06-1966 | Hitnotering: 02-04-1966 t/m 25-06-1966 | Hitnotering: 02-04-1966 t/m 25-06-1966 | Hitnotering: 02-04-1966 t/m 25-06-1966 | Hitnotering: 02-04-1966 t/m 25-06-1966 | Hitnotering: 02-04-1966 t/m 25-06-1966 | Hitnotering: 02-04-1966 t/m 25-06-1966 | Hitnotering: 02-04-1966 t/m 25-06-1966 | Hitnotering: 02-04-1966 t/m 25-06-1966 | Hitnotering: 02-04-1966 t/m 25-06-1966 | Hitnotering: 02-04-1966 t/m 25-06-1966 |
| Week                                   | 1                                      | 2                                      | 3                                      | 4                                      | 5                                      | 6                                      | 7                                      | 8                                      | 9                                      | 10                                     | 11                                     | 12                                     | 13                                     |                                        |
| -------------------------------------- | -------------------------------------- | -------------------------------------- | -------------------------------------- | -------------------------------------- | -------------------------------------- | -------------------------------------- | -------------------------------------- | -------------------------------------- | -------------------------------------- | -------------------------------------- | -------------------------------------- | -------------------------------------- | -------------------------------------- | -------------------------------------- |
| Positie                                | 22                                     | 15                                     | 9                                      | 6                                      | 4                                      | 5                                      | 4                                      | 5                                      | 8                                      | 11                                     | 16                                     | 21                                     | 26                                     | uit                                    |

### Parool Top 20
| Hitnotering: 02-04-1966 t/m 11-06-1966 | Hitnotering: 02-04-1966 t/m 11-06-1966 | Hitnotering: 02-04-1966 t/m 11-06-1966 | Hitnotering: 02-04-1966 t/m 11-06-1966 | Hitnotering: 02-04-1966 t/m 11-06-1966 | Hitnotering: 02-04-1966 t/m 11-06-1966 | Hitnotering: 02-04-1966 t/m 11-06-1966 | Hitnotering: 02-04-1966 t/m 11-06-1966 | Hitnotering: 02-04-1966 t/m 11-06-1966 | Hitnotering: 02-04-1966 t/m 11-06-1966 | Hitnotering: 02-04-1966 t/m 11-06-1966 | Hitnotering: 02-04-1966 t/m 11-06-1966 | Hitnotering: 02-04-1966 t/m 11-06-1966 |
| Week                                   | 1                                      | 2                                      | 3                                      | 4                                      | 5                                      | 6                                      | 7                                      | 8                                      | 9                                      | 10                                     | 11                                     |                                        |
| -------------------------------------- | -------------------------------------- | -------------------------------------- | -------------------------------------- | -------------------------------------- | -------------------------------------- | -------------------------------------- | -------------------------------------- | -------------------------------------- | -------------------------------------- | -------------------------------------- | -------------------------------------- | -------------------------------------- |
| Positie                                | 14                                     | 14                                     | 7                                      | 6                                      | 6                                      | 6                                      | 4                                      | 4                                      | 7                                      | 14                                     | 16                                     | uit                                    |

### NPO Radio 2 Top 2000
| Nummer met noteringen in de NPO Radio 2 Top 2000 | '99 | '00  | '01  | '02  | '03  | '04  | '05  | '06  | '07  | '08  | '09  | '10  | '11  | '12  | '13  | '14  | '15  | '16  | '17  | '18  | '19  | '20 | '21 | '22 | '23  | '24  |
| ------------------------------------------------ | --- | ---- | ---- | ---- | ---- | ---- | ---- | ---- | ---- | ---- | ---- | ---- | ---- | ---- | ---- | ---- | ---- | ---- | ---- | ---- | ---- | --- | --- | --- | ---- | ---- |
| Homeward Bound                                   | 932 | 1170 | 1013 | 1160 | 1205 | 1226 | 1312 | 1245 | 1417 | 1258 | 1241 | 1251 | 1219 | 1452 | 1456 | 1523 | 1573 | 1681 | 1924 | 1354 | 1590 | 555 | 838 | 895 | 1198 | 1142 |

1. ↑  Een vetgedrukt getal geeft de hoogste notering aan.